# 小鱗短線脂鯉
小鱗短線脂鯉（学名：Curimatopsis microlepis），為輻鰭魚綱脂鯉目脂鯉亞目無齒脂鯉科的其中一個種，分布於南美洲亞馬遜河流域，體長可達8.9公分，棲息在河川底中層水域，生活習性不明。